# Honda RC211V
Die Honda RC211V ist ein Rennmotorrad, das von der Honda Racing Corporation (HRC) entwickelt wurde und zwischen 2002 und 2006 in der MotoGP-Klasse der höchsten Prototypen-Kategorie der FIM-Motorrad-Straßenweltmeisterschaft eingesetzt wurde.

## Namenskürzel
- RC = Hondas Bezeichnung für Rennmotorräder mit Viertaktmotoren
- 211 = erstes hergestelltes Motorrad im 21. Jahrhundert
- V = V-Motor

## Reglement
Die RC211V war der Nachfolger der Honda NSR 500, einer 500-cm³-Zweitaktmaschine. Das Motorrad wurde speziell für die ab der Saison 2002 ins Leben gerufene MotoGP-Klasse entwickelt, deren Reglement Viertaktmotoren mit drei bis sechs Zylindern und Hubräumen bis 990 cm³ erlaubte. Die MotoGP löste die bis 2001 ausgetragene 500-cm³-Klasse als Königsklasse des Motorradrennsports ab, in der nur Zweitakter bis 500 cm³ Hubraum mit höchstens vier Zylindern erlaubt waren.
Der Einsatz von Viertaktern und die Erhöhung des Hubraums auf 990 cm³ war aus Sicht der FIM nötig geworden, da Zweitakter als nicht mehr zeitgemäß angesehen wurden und im Bereich der großvolumigen straßenzugelassenen Maschinen längst von den Viertaktern abgelöst worden waren.

## Motor

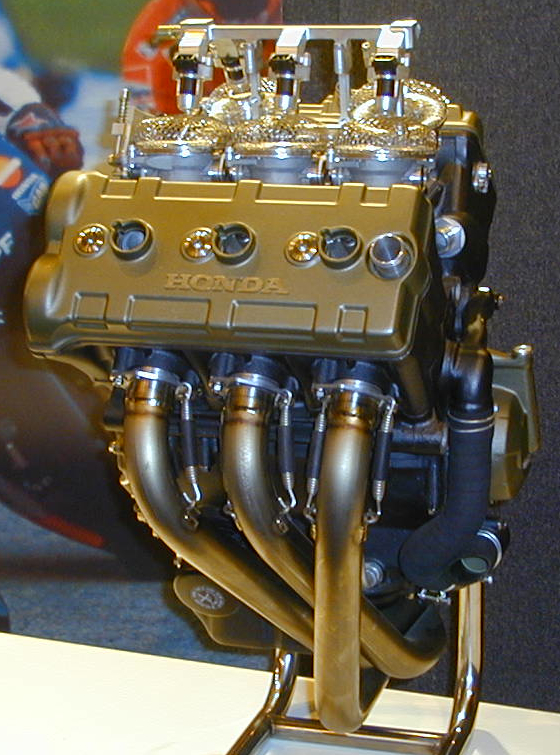
V5-Motor der Honda RC211V

Die RC211V nutzte erstmals im Renn- und auch Serien-Motorradbau einen Fünf-Zylinder-V-Motor, wobei die vordere Zylinderbank drei, die hintere zwei Zylinder aufnimmt. Diese Bauweise ermöglicht eine günstigere Massenzentrierung und gleichmäßigeren Drehmomentverlauf als ein Reihenmotor. Die Zylinderköpfe sind in klassischer Bauweise mit je zwei obenliegenden Nockenwellen und vier Ventilen je Zylinder ausgelegt.

## Erfolge und Statistiken von 2002 bis 2006
Im Debüt-Jahr 2002 dominierte die RC211V mit dem Piloten Valentino Rossi die MotoGP-Klasse nach Belieben. Der Italiener gewann elf der 16 ausgetragenen Läufe und sicherte sich souverän den Fahrertitel. Neben Rossi pilotierten dessen Teamkollege Tōru Ukawa und im Saisonverlauf auch Daijirō Katō und Alex Barros weitere RC211V. Insgesamt gewannen diese vier Piloten 14 der 16 Rennen und bescherten Honda dadurch mit 390 von 400 möglichen WM-Punkten auch überlegen den Konstrukteurs-Weltmeistertitel. Das Motorrad erfuhr im Saisonverlauf kleinere Änderungen, verfügte aber noch nicht über eine Traktionskontrolle. Dafür war sie mit einem Power-Management-System mit drei Einstellungen für verschiedene Bedürfnisse während eines Rennens ausgestattet.
Im Jahre 2003 verteidigte Valentino Rossi erfolgreich seinen WM-Titel. Neben dem Italiener starteten Sete Gibernau, Max Biaggi, Nicky Hayden, Tōru Ukawa, Makoto Tamada und Ryūichi Kiyonari auf RC211V. Insgesamt gewannen die Honda-Piloten 15 der 16 Rennen und verteidigten so mit 395 von 400 möglichen Punkten souverän auch den Konstrukteurstitel.
Die Honda RC211V galt auf der Rennstrecke als „unschlagbar“. Trotz ihrer bis zu 260 PS (genaue Leistungsangaben zu den MotoGP-Motorrädern gibt es bis heute von keinem Hersteller) bei 165 kg Gewicht galt sie als das Motorrad, das am besten zu fahren war. Nachdem Valentino Rossi zur Saison 2004 mit seinem Cheftechniker Jeremy Burgess zu Yamaha wechselte, zeigte sich, dass die RC211V nicht – wie von Honda behauptet – von jedem Fahrer zum WM-Titel gebracht werden konnte. Honda gewann zwar mit der Maschine noch die Konstrukteurswertung, Fahrerweltmeister wurde jedoch Rossi auf einer Yamaha YZR M1. Im folgenden Jahr ging auch die Konstrukteurswertung an Yamaha, Valentino Rossi siegte auf seiner M1 erneut in der Fahrer-WM.
Erst durch zahlreiche Veränderungen am Fahrwerk, der Elektrik und dem Motormanagement konnte im Jahr 2006 Nicky Hayden auf der RC211V bei einem dramatischen Saisonfinale in Valencia die Weltmeisterschaft für sich entscheiden und Honda die Konstrukteurswertung zurückerobern.
Dennoch stellt die Honda RC211V einen Meilenstein in der Motorradrenngeschichte dar. Auf ihr wurden 48 der während ihrer Einsatzzeit 82 ausgetragenen MotoGP-Rennen gewonnen, eine Quote von 58,5 %. Ebenso konnten mit ihr drei Fahrer-WM-Titel (Rossi 2002 und 2003, Hayden 2006) und vier Konstrukteur-Titel (2002, 2003, 2004, 2006) errungen werden. Somit zählt sie zu den erfolgreichsten Rennmotorrädern aller Zeiten.
Für die Saison 2007 erfolgte ihre Ablösung durch die RC212V, welche mit einem 800-cm³-Vierzylinder dem veränderten Reglement entsprach.
| Bilanz der Honda RC211V | Bilanz der Honda RC211V | Bilanz der Honda RC211V | Bilanz der Honda RC211V | Bilanz der Honda RC211V | Bilanz der Honda RC211V          | Bilanz der Honda RC211V | Bilanz der Honda RC211V | Bilanz der Honda RC211V | Bilanz der Honda RC211V          | Bilanz der Honda RC211V |
| Jahr                    | Fahrer-Titel            | Konstr.-Titel           | Siege                   | Siege                   | Siege                            | Siege                   | Pole-Pos.               | Pole-Pos.               | Pole-Pos.                        | Pole-Pos.               |
| ----------------------- | ----------------------- | ----------------------- | ----------------------- | ----------------------- | -------------------------------- | ----------------------- | ----------------------- | ----------------------- | -------------------------------- | ----------------------- |
| 2002                    | Valentino Rossi         | Repsol Honda Team       | 14                      | Valentino Rossi         | Repsol Honda Team                | 11                      | 9                       | Valentino Rossi         | Repsol Honda Team                | 7                       |
| 2002                    | Valentino Rossi         | Repsol Honda Team       | 14                      | Alex Barros             | West Honda Pons Racing           | 2                       | 9                       | Alex Barros             | West Honda Pons Racing           | 1                       |
| 2002                    | Valentino Rossi         | Repsol Honda Team       | 14                      | Tōru Ukawa              | Repsol Honda Team                | 1                       | 9                       | Daijirō Katō            | Fortuna Honda Gresini            | 1                       |
| 2003                    | Valentino Rossi         | Repsol Honda Team       | 15                      | Valentino Rossi         | Repsol Honda Team                | 9                       | 13                      | Valentino Rossi         | Repsol Honda Team                | 9                       |
| 2003                    | Valentino Rossi         | Repsol Honda Team       | 15                      | Sete Gibernau           | Telefónica Movistar Honda        | 4                       | 13                      | Max Biaggi              | Camel Honda Pons                 | 3                       |
| 2003                    | Valentino Rossi         | Repsol Honda Team       | 15                      | Max Biaggi              | Camel Honda Pons                 | 2                       | 13                      | Sete Gibernau           | Telefónica Movistar Honda        | 1                       |
| 2004                    |                         |                         | 7                       | Sete Gibernau           | Telefónica Movistar Honda MotoGP | 4                       | 8                       | Sete Gibernau           | Telefónica Movistar Honda MotoGP | 5                       |
| 2004                    | Makoto Tamada           | Camel Honda             | 7                       | 2                       | Makoto Tamada                    | Camel Honda             | 8                       | 2                       |                                  |                         |
| 2004                    | Max Biaggi              | Camel Honda             | 7                       | 1                       | Max Biaggi                       | Camel Honda             | 8                       | 1                       |                                  |                         |
| 2005                    |                         |                         | 4                       | Marco Melandri          | Movistar Honda MotoGP            | 2                       | 10                      | Sete Gibernau           | Movistar Honda MotoGP            | 5                       |
| 2005                    | Nicky Hayden            | Repsol Honda Team       | 4                       | 1                       | Nicky Hayden                     | Repsol Honda Team       | 10                      | 4                       |                                  |                         |
| 2005                    | Alex Barros             | Camel Honda             | 4                       | 1                       | Alex Barros                      | Camel Honda             | 10                      | 1                       |                                  |                         |
| 2006                    | Nicky Hayden            | Repsol Honda Team       | 8                       | Marco Melandri          | Fortuna Honda                    | 3                       | 6                       | Dani Pedrosa            | Repsol Honda Team                | 4                       |
| 2006                    | Nicky Hayden            | Repsol Honda Team       | 8                       | Dani Pedrosa            | Repsol Honda Team                | 2                       | 6                       | Nicky Hayden            | Repsol Honda Team                | 1                       |
| 2006                    | Nicky Hayden            | Repsol Honda Team       | 8                       | Nicky Hayden            | Repsol Honda Team                | 2                       | 6                       | Casey Stoner            | LCR Team                         | 1                       |
| 2006                    | Nicky Hayden            | Repsol Honda Team       | 8                       | Toni Elías              | Fortuna Honda                    | 1                       | 6                       | - - -                   | - - -                            |                         |
| Summe                   | 3                       | 3                       |                         |                         |                                  | 48                      |                         |                         |                                  | 46                      |